# Stylidium dielsianum
Stylidium dielsianum är en tvåhjärtbladig växtart som beskrevs av Ernst Georg Pritzel. Stylidium dielsianum ingår i släktet Stylidium och familjen Stylidiaceae. Utöver nominatformen finns också underarten S. d. ebulbosum.